# Karl Vitulin
Karl Vitulin est un footballeur français international martiniquais né le 15 janvier 1991 à Paris. Il évolue au poste de milieu défensif avec la Samaritaine de Sainte-Marie en R1 Martinique et avec la sélection de la Martinique.